# Lista över mytiska väsen

## A
- Alfer
- Alver

## B
- Basilisker
- Bäckahästen

## C
- Cykloper

## D
- Drakar
- Dryader
- Dvärgar

## E
- Enhörning

## F
- Fauner

## G
- Grip

## H
- Huldror

## I
- Irrbloss

## J
- Jättar

## K
- Kirin

## L
- Lyktgubbe

## M
- Mara
- minotaur

## N
- Näcken

## S
- Satyrer
- Sfinxer
- Sjöjungfrur
- Skogsrået

## T
- Troll

## V
- Vittra
- Vättar
- varulv

## W
- Wendigo

## Ä
- Älvor